# Les Rendez-vous de Terres Neuves
Les Rendez-vous de Terres Neuves était un festival français transdisciplinaire organisé depuis 2006 à Bègles, jusqu'à 2011 y compris.
Ce festival urbain porté par l'association Les sangliers sont lâchés, rassemble des associations et artistes variés à l'occasion de concerts, d'expositions, de projections et d'ateliers autour d'un thème décliné sur l'ensemble du projet : la contre-culture.

## Présentation
Le festival est organisé par une association qui rassemble des membres de Milesker, la Rockschool Barbey, le Krakatoa, le Rama, Le Rocher de Palmer / Musiques de nuit, Carat ou The Sleeppers. La première édition du festival s'est déroulée les 25, 26 et 27 mai 2006.
Les Rendez-vous de Terres Neuves, c'est tout d'abord deux jours de festival de musique, sous chapiteau à l'esplanade des Terres Neuves (jauge à 2 000 personnes), à Bègles. Un village associatif est présent au cœur même du festival, qui présente les initiatives des associations locales et régionales en lien avec le thème du festival.
Cet événement est ouvert sur d'autres disciplines artistiques telles que le cinéma (partenariat avec l’Utopia St Siméon - Bordeaux), les arts vivants (partenariat avec le TNT - Manufacture de chaussure) et les expositions graphiques (partenariat avec la bibliothèque St Michel). Le festival est également l'occasion de passerelles et rencontres avec des artistes autour d’ateliers d’écriture, graphiques, graff, musicaux, etc.

## Programmation

### 2006
Le thème de cette première édition est les contre-pouvoirs.
Les débats portent sur les questions suivantes :
- « Face aux pouvoirs politiques, les contre-pouvoirs ont-ils (vraiment) une place ? » ;
- « Politique de la ville : les citoyens ont-ils vraiment la parole ? ».

Les artistes présents cette année sont Dionysos, les Wampas, Thiéfaine, Louise Attaque, La Rumeur, la Grande Sophie, Déportivo, The Sleeppers, Tender Forever, Verdana et ADN.

### 2007
Pour cette deuxième édition, Liberté, Égalité, Fraternité est le thème choisi.
Les débats portent sur les questions suivantes :
- « Services de l’État : éducation, santé, justice, quelles applications de notre devise ? » ;
- « Quelle liberté, quelle égalité, quelle fraternité dans le monde du travail ? ».

Les artistes présents en 2007 sont Têtes Raides, Eiffel, DJ Zebra, Keny Arkana, Stuck in the Sound, Carabine, Kid Bombardos, The Deans, The Hyènes et leurs invités, les Lyricalistes.

### 2008
Le thème de cette année est « Tous manipulés ? » et les artistes présents sont Le Peuple de l'Herbe, High Tone, Coming Soon, Loïc Lantoine, Casey, Gatha, Flying Over, KSS vs Al Noomena, Borroka et Willis Drummond.

### 2009
Le thème de cette année est « Propriété = Liberté » et les artistes présents sont Puppet Mastaz, The Hyènes vs Cali, Arthur H, Bikini Machine, Izia, The Datsuns, Aeroflot, George Sound, DollHouse, 0800 et IL Faro.

### 2010
Le thème de cette année est « C'est quoi la contre-culture en 2010 ? »  et les artistes présents sont Dub Inc, Oxmo Puccino, Eiffel, Nouvelle Vague, Magnetix, Il faro, François & The Atlas Mountain, High Dolls par l'Opéra Pagaï, Binary Audio Misfits et The Automators.
Cette édition du festival reste connue pour avoir accueilli Bertrand Cantat, invité lors du concert d'Eiffel pour jouer quelques morceaux, pour la première fois sur scène sa sortie de prison.

### 2011
Le thème de cette année est « L'art peut (aussi) être une barricade » et les artistes présents sont The Jim Jones Revue, Tinariwen, Shaka Ponk, Lilly Wood & The Prick, The Bewitched Hands, Le Prince Miiaou, Fredo Viola, Mars Red Sky et United Fools & Friends.
Le festival n'a plus eu lieu ensuite.

### Suite
Le festival a repris sous le nom Les Nouveaux Rendez-vous des Terres Neuves en 2016 et est toujours organisé chaque année, une journée, à la fin du mois de septembre sur l'esplanade des Terres Neuves à Bègles. Ce nouveau festival, créé par d'anciens organisateurs des Rendez-vous De Terres Neuves, vise un objectif plus local, centré sur la ville d'accueil Bègles, en mixant associatif, fête et art. Au programme, on y retrouve souvent les stands de nombreuses associations béglaises, des concerts et différentes activités pouvant changer en fonction des éditions comme une librairie ou des ateliers d'expression artistique,,.